# Gordana Siljanovska-Davkova
Gordana Siljanovska-Davkova (in macedone Гордана Силјановска-Давкова?; Ocrida, 11 maggio 1953) è una politica e giurista macedone, presidente della Macedonia del Nord dal 12 maggio 2024.

## Biografia
Gordana Siljanovska-Davkova nasce a Ocrida, in Iugoslavia, l'11 maggio 1953. Frequenta la facoltà di giurisprudenza presso l'Università dei Santi Cirillo e Metodio di Skopje nel 1978, conseguendo un master. Dopodiché riceve un dottorato di ricerca all'Università di Lubiana.

## Carriera
Diviene assistente universitaria di sistemi politici alla facoltà di giurisprudenza di Skopje nel 1989 e professoressa associata di diritto costituzionale e sistemi politici nel 1994. Diventa quindi professoressa universitaria nel 2004.
Per quanto riguarda la politica, nel 1990 entra a far parte della Commissione costituzionale dell'Assemblea della Repubblica di Macedonia dal 1990, dove rimane fino al 1992, quando viene nominata ministra senza portafoglio nel primo governo di Branko Crvenkovski.
Nel 2008 diviene membro della Commissione di Venezia, restando fino al 2016. Come parte di questa Commissione, è membro delle Sottocommissioni per le Istituzioni Democratiche, la Magistratura, l'America Latina e il Consiglio per la Giustizia Costituzionale. È autrice di circa 200 articoli scientifici sul diritto costituzionale e sul sistema politico.
Nel 2017 afferma la sua opposizione all'adozione della legge sull'estensione della lingua albanese in Macedonia del Nord.
Nella conferenza del VMRO-DPMNE a Struga viene scelta come candidata per il partito nelle elezioni presidenziali del 2019. Dopo la sua nomina, promette che, se vince, avvia un secondo referendum per riportare il vecchio nome nel Paese. Viene però sconfitta da Stevo Pendarovski. Nel 2020, alle elezioni parlamentari, viene eletta in Parlamento.
Gordana Siljanovska-Davkova si candida nuovamente come presidente alle elezioni del 2024. Questa volta sconfigge il presidente Pendarovski con un ampio margine, divenendo la prima donna ad essere presidente della Macedonia del Nord.